# Clavoserixia bifasciata
Clavoserixia bifasciata är en skalbaggsart som först beskrevs av Aurivillius 1913.  Clavoserixia bifasciata ingår i släktet Clavoserixia och familjen långhorningar.
Artens utbredningsområde är Sarawak. Inga underarter finns listade i Catalogue of Life.